# Papaoutai
Papaoutai är en singel av den belgiska artisten Stromae, låten nådde plats ett i Belgien och Frankrike. Titeln betyder "Pappa var är du?", och musikvideon refererar till Stromaes pappa som dog i folkmordet i Rwanda 1994.

## Låtlista
| 1. | "Papaoutai"                      | 3:51 |
| 2. | "Papaoutai (Extended)"           | 6:18 |
| 3. | "Papaoutai (Mystique Remix)"     | 5:01 |
| 4. | "Papaoutai (Nicolaz Remix)"      | 5:52 |
| 5. | "Papaoutai (Liam Summers Remix)" | 4:04 |